# جرج هنري برنستين
جرج هنري برنستين (بالألمانية: Georg Heinrich Bernstein)‏ ( 1787 - 1860 م ) هو مستشرق ألماني.
صنَّف كتاباً في نحو العربية لكن كانت شهرته في معرفة السريانية أكثر منها في العربية. توفي وعمره 73 سنة.